# 백이선
백이선은 대한민국의 방송인의 리포터, 아나운서이다. 

## 경력
- KBS대구방송총국 리포터